# Beratungsgebühr
Die Beratungsgebühr, auch Ratsgebühr genannt, ist ein Gebührentatbestand aus dem deutschen Recht der Vergütung der freiberuflich tätigen Rechtsanwälte.

## Gesetzliche Regelung
Gesetzlich ist die Beratungsgebühr gegenwärtig in § 34 RVG geregelt. Diese zum 30. Juni 2006 in Kraft getretene Regelung unterscheidet sich deutlich von den vorherigen Normierungen. Sowohl in der bis 2004 geltenden Bundesrechtsanwaltsgebührenordnung als auch in den älteren Bestimmungen des Rechtsanwaltsvergütungsgesetzes war die Beratungsgebühr als eine streitwertabhängige Rahmengebühr ausgestaltet; lediglich für Fälle der Erstberatung galt eine Gebührendeckelung.
Die seit 1. Juli 2006 geltenden Regelung ist hingegen von der Deregulierung des Gebührenrechts geprägt und stellt klar, dass der Rechtsanwalt für einen mündlichen oder schriftlichen Rat oder eine Auskunft (Beratung), die nicht mit einer anderen gebührenpflichtigen Tätigkeit zusammenhängt, für die Ausarbeitung eines schriftlichen Gutachtens und für die Tätigkeit als Mediator auf den Abschluss einer Gebührenvereinbarung hinwirken soll.
Für den Fall, dass dies nicht gelingt, soll der Rechtsanwalt eine Vergütung nach den Vorschriften des bürgerlichen Rechts beanspruchen können. Dies zielt auf die Regelungen des Dienstvertrages, wonach der Dienstleister, wenn keine andere Vereinbarung getroffen ist, die übliche Vergütung verlangen kann.
Sollte der Rechtssuchende Verbraucher sein und keine Gebührenvereinbarung abgeschlossen werden beträgt die Höchstgebühr 250 €, im Falle eines ersten Beratungsgesprächs 190 €.

## Abgrenzung zur Geschäftsgebühr
Eine Geschäftsgebühr entsteht bereits durch Entgegennahme der Information, soweit sich der vom Mandanten erteilte Auftrag darauf richtet, den Rechtsanwalt nach außen tätig werden zu lassen. Fehlt es an einem solchen Auftrag, so ist die Einholung der Information noch nicht Tatbestandsmerkmal einer Geschäftsgebühr, sondern ein solches der Ratsgebühr nach § 34 RVG. Bei der Abgrenzung der Geschäftsgebühr zur Ratsgebühr kommt es nicht darauf an, ob der Anwalt tatsächlich nach außen hervortritt. Maßgeblich ist vielmehr, ob eine über die Beratung hinausgehende Tätigkeit gefordert ist.